# Liste der Stolpersteine in Hranice na Moravě
Die Liste der Stolpersteine in Hranice na Moravě enthält die Stolpersteine in der tschechischen Stadt in Hranice na Moravě, Region Olomoucký kraj. Stolpersteine erinnern an das Schicksal der Menschen, welche von den Nationalsozialisten ermordet, deportiert, vertrieben oder in den Suizid getrieben wurden. Die Stolpersteine wurden von Gunter Demnig konzipiert und werden von ihm persönlich beziehungsweise von anderen Initiativen und Gruppen verlegt.
Das tschechische Stolpersteinprojekt Stolpersteine.cz, das die Verlegungen mitinitiierte, wurde 2008 durch die Česká unie židovské mládeže (Tschechische Union jüdischer Jugend) ins Leben gerufen; seit etwa 2015 ist es nicht aktiv. Die Stolpersteine liegen in der Regel vor dem letzten selbstgewählten Wohnort des Opfers. Die Stolpersteine werden auf Tschechisch stolpersteine genannt, alternativ auch kameny zmizelých (Steine der Verschwundenen).

## Hranice na Moravě
In der Stadt Hranice na Moravě (deutsch Mährisch Weißkirchen) wurden am 5. August 2015 von G. Demnig folgende Stolpersteine verlegt:
| Bild | Inschrift | Standort                          | Name, Leben |
| ---- | --- | --------------------------------- | --- |
|      | HIER WOHNTE MAX GESSLER GEB. 1878 DEPORTIERT 1942 NACH THERESIENSTADT ERMORDET 1944 IN AUSCHWITZ                                           | Masarykovo nám. 8 · verlegt: 2015 | Max Gessler, * 12. Februar 1878, Inhaber eines Textilgeschäfts in Hranice, war mit Terezie Gesslerová verheiratet, mit der er die Töchter Ilse (auch Ilsa) und Lída hatte. Er wurde 1942 nach Theresienstadt und 1944 nach Auschwitz deportiert und dort 1944 ermordet. |
|      | HIER WOHNTE TEREZIE GESSLEROVÁ GEB. 1884 DEPORTIERT 1942 NACH THERESIENSTADT ERMORDET 1944 IN AUSCHWITZ                                    | Masarykovo nám. 8 · verlegt: 2015 | Terezie Gesslerová (auch „Tereza“), * 11. Juli 1884, war mit Max Gessler verheiratet, mit dem sie die Töchter Ilse (auch Ilsa) und Lída hatte. Sie wurde 1942 nach Theresienstadt und 1944 nach Auschwitz deportiert und dort 1944 ermordet.                            |
|      | HIER WOHNTE ILSA STEINSBERGOVÁ GEB. GESSLEROVÁ GEB. 1918 DEPORTIERT 1942 NACH THERESIENSTADT 1944 NACH AUSCHWITZ BEFREIT IN THERESIENSTADT | Masarykovo nám. 8 · verlegt: 2015 | Ilsa Steinsbergová (auch Ilse S.), geborene Gesslerová, * 1918, Tochter von Max Gessler und Terezie Gesslerová, wurde nach Theresienstadt deportiert, wo sie 1945 die Befreiung erlebte.                                                                                |